# Evil Eyes
Pour plus de détails, voir Fiche technique et Distribution.
Evil Eyes  est un film d'horreur américain, écrit par Naomi L. Selfman et réalisé par Mark Atkins, sorti en 2004. Il met en vedettes Adam Baldwin, Jennifer Gates et Udo Kier

## Synopsis
Le film est centré sur Jeff Stenn (Adam Baldwin), un écrivain à succès qui est marié à Tree (Jennifer Gates). En raison d’un manque d’argent, Jeff accepte un travail pour écrire un scénario sur un homicide réel qui est survenu 35 ans plus tôt. Un réalisateur apparemment psychotique (Udo Kier) croyait que la créativité avait déchaîné les forces obscures. Il a tué sa femme enceinte et sa belle-famille sans raison apparente, avant de se suicider.
Alors que Jeff continue de travailler sur le scénario, plusieurs accidents se produisent autour de lui qui reflètent directement les événements de son scénario. Jeff commence à penser que son écriture a le pouvoir d’affecter la réalité et doit se demander si la fin du scénario entraînera la mort de sa propre famille.

## Distribution
- Adam Baldwin : Jeff Stenn
- Jennifer Gates : Tree Stenn
- Udo Kier : George
- Mark Sheppard : Peter
- Kristin Lorenz : Nina
- Peta Johnson : Marilyn
- Eric Casselton : Gramm
- Lanre Idewu : Bryce
- Lee Anne Moore : Mrs. Marsh
- Ronald Rezac : Tree's father
- Julie Dickens : Claudia
- Jason David : Greg
- Byron James : Bob
- Elizabeth Uhl : Judy
- Mirjam Novak : Camille[2]

## Réception critique
Evil Eyes a obtenu un score d’audience de 16% sur Rotten Tomatoes.